# Ashford & Simpson
Nickolas Ashford (4 de maio de 1941 - 22 de agosto de 2011) e Valerie Simpson (26 de agosto de 1946), conhecidos como Ashford & Simpson, foram um casal de compositores e produtores musicais norte-americanos. Ashford compôs a canção "Ain't No Mountain High Enough".
Na década de 1980, interpretaram o hit "Solid", que alcançou o número um na parada dos Estados Unidos em que referem que apesar das dificuldades que tinham como casal, o amor mantinha-se sólido como uma rocha.
Ashford nasceu em Fairfield, na Carolina do Sul, e Simpson no Bronx, Nova Iorque. Eles se conheceram na Igreja Batista White Rock do Harlem em 1963. Depois de terem gravado, sem sucesso, como uma dupla, eles se juntaram a Joshie Jo Armstead, Ronnie Milsap e Maxine Brown, bem como as The Shirelles e Chuck Jackson.
Ashford morreu em um hospital de Nova Iorque em 22 de agosto de 2011, devido a complicações de um câncer na garganta.